# Riachos
Riachos est une freguesia portugaise située dans le District de Santarém.
Avec une superficie de 14,56 km2 et une population de 5 420 habitants (2001), la paroisse possède une densité de 372,3 hab/km2.

## Jumelages
- Notre-Dame-de-Bondeville (France)